# Basílica del Sagrado Corazón (París)
La Basílica del Sagrado Corazón de Montmartre (en francés: Basilique du Sacré-Cœur de Montmartre) conocida también como Basílica del Voto Nacional, es una basílica menor, templo expiatorio y santuario de adoración eucarística situado en la colina de Montmartre, en Clignancourt, XVIII distrito de París.
Su construcción, a petición de varios notables parisinos y en colaboración con el arzobispo de París, fue aprobada por la Asamblea Nacional en 1873 como edificio religioso a perpetuidad, en homenaje a la memoria de los numerosos ciudadanos franceses que habían perdido la vida durante la Guerra franco-prusiana, y su construcción se inscribe en un discurso del restablecimiento de la autoridad y el orden moral. tras los sucesos de la Comuna de París, en la que Montmartre desempeñó un papel destacado.
Su situación, a 130 m de altura, a poca distancia de uno de los puntos de mayor altura de París, y su cúpula que se alza 83 m, la hacen visible desde muy lejos. Con cerca de 11 millones de peregrinos y visitantes anuales, es el segundo monumento religioso más visitado de París, tras la catedral de Notre Dame.

## Historia

### Montmartre, colina sagrada
Durante mucho tiempo Montmartre ha sido un lugar de culto. Primero fue un sitio druida, de paganismo galo, y luego se construyeron templos galorromanos en honor a Mercurio, y probablemente a Marte. En siglo III, tras el martirio de San Dionisio, se construye la Cripta del Martirio de Saint Denis. En siglo VII, el rey Luis VI, y su esposa Adelaida de Saboya mandan construir la iglesia de Saint-Pierre de Montmartre, una de las más antiguas de París, para la Abadía real de Montmartre.

### La Basílica
El 4 de septiembre de 1870, día de la declaración de la tercera república, el arzobispo de Nantes, Félix Fournier, en una carta a los sacerdotes de su diócesis, atribuye la derrota de Francia en la guerra franco-prusiana a un castigo divino por un siglo de decadencia moral tras la Revolución. Probablemente inspirados por esta carta, Alexandre Legentil y Hubert Rohault de Fleury prometen construir una iglesia consagrada al Sagrado corazón de Jesús, “en reparación” (es decir, en penitencia por los pecados cometidos).

Una urna en una columna en la parte inferior de la capilla de los muertos de la cripta recuerda que este deseo fue el origen de la construcción de la Basílica del Sagrado Corazón de Montmartre. Alexandre Legentil escribió en enero de 1871 este voto personal:

En présence des malheurs qui désolent la France et des malheurs plus grands peut-être qui la menacent encore. En présence des attentats sacrilèges commis à Rome contre les droits de l'Église et du Saint-Siège, et contre la personne sacrée du Vicaire de Jésus-Christ nous nous humilions devant Dieu et réunissant dans notre amour l'Église et notre Patrie, nous reconnaissons que nous avons été coupables et justement châtiés. Et pour faire amende honorable de nos péchés et obtenir de l'infinie miséricorde du Sacré-Cœur de Notre-Seigneur Jésus-Christ le pardon de nos fautes ainsi que les secours extraordinaires, qui peuvent seuls délivrer le Souverain pontife de sa captivité et faire cesser les malheurs de la France. Nous promettons de contribuer à l'érection à Paris d'un sanctuaire dédié au Sacré-Cœur de Jésus
En presencia de las desgracias que asolan a Francia y quizás de desgracias aún mayores que aún la amenazan. En presencia de los ataques sacrílegos cometidos en Roma contra los derechos de la Iglesia y de la Santa Sede, y contra la persona sagrada del Vicario de Jesucristo, nos humillamos ante Dios y unimos en nuestro amor a la Iglesia y a nuestra Patria. Reconocemos que hemos sido culpables y correctamente castigados. Y para reparar nuestros pecados y obtener de la infinita misericordia del Sagrado Corazón de Nuestro Señor Jesucristo, el perdón de nuestras faltas, así como la ayuda extraordinaria, que solo puede liberar al Soberano Pontífice de su cautiverio y poner fin a Las desgracias de Francia. Prometemos contribuir a la construcción en París de un santuario dedicado al Sagrado Corazón de Jesús
Alexander Legentil

A finales de 1872, el cardenal Guibert, arzobispo de París, aprueba este deseo y elige como ubicación la colina de Montmartre. Para ello, en 1874 se derriba la torre Solférino que estaba situada aproximadamente en la ubicación actual de la basílica.
A finales de 1873, se obtuvo una ley de la Asamblea Nacional que declaraba la Basílica de utilidad pública, permitiendo así que el terreno se utilizara para la construcción de una iglesia. En ese momento, la construcción de una Basílica dedicada al Sagrado Corazón contrasta con las numerosas Basílicas dedicadas a la virgen María que se construyen durante el mismo período: Lourdes, Notre-Dame de Fourvière en Lyon, Notre-Dame de la Garde en Marsella, etc.
El diseño de Paul Abadie ganó el concurso para su construcción. Para su financiación, Hubert Rohault de Fleury idea la "suscripción de las piedras" que incita a donar la suma necesaria para la compa de una piedra, columna o capilla, sobre la que se grabarán el nombre, las iniciales o el escudo de los donantes. La basílica se construyó con piedra blanca de Chateau-Landon, que bajo la influencia de la lluvia y la luz solar, produce una reacción química en su superficie, liberando calcita. Esta calcita se deposita como una capa blanca en la superficie que renueva constantemente. Gracias a esta propiedad, el exterior de la basílica no se ha tenido que limpiar desde su finalización en 1914.
El 16 de junio de 1875, el cardenal Guibert colocó la primera piedra de la basílica —en mármol rosa de Bouère—, no lejos del antiguo molino Galette, de ahí el apodo dado a la basílica por la gente de Montmartre, "Notre Dame de la Galette".
Se necesitaron meses para consolidar los cimientos: galerías subterráneas, derrumbes y corrimientos de tierra requirieron la construcción de 83 pozos con una profundidad de 33 metros y la sustitución de 35 000 m3 de tierra suelta por su equivalente en cemento. Rellenos de hormigón y conectados por arcos, actúan como pilares que se conectan con la capa sólida debajo de la arcilla. El 3 de marzo de 1876, el arzobispo de París consagró una capilla provisional que quedó a cargo de la congregación oblata de Marie-Immaculée. En 1878 comenzó la construcción de la cripta y en 1881 la de la basílica. El interior de la nave se inauguró el 5 de junio de 1891. La Tercera República, de ideas anticlericales, quiso quitarle a la Iglesia el usufructo de la basílica y transformarla en casa del pueblo o teatro. Para apaciguar los ánimos, el gobierno de Clemenceau aprobó la ley del 13 de abril de 1908 cedió la propiedad del Sacre-Coeur a la ciudad de París, e impide una nueva desacralización a no ser que se apruebe una nueva ley 33.
Fallecido Abadíe, los arquitectos Rauline y Magne mantienen su plan original, pero agregan elementos neorrenacentistas (ventanas semicirculares, cúpulas esbeltas). Mientras que Abadie planeó cúpulas hemisféricas romano-bizantinas, Magne las reemplazó con alargadas cúpulas neorrenacentistas de forma ovalada. Este cambio arquitectónico pretende corregir la distorsión óptica que sienten los peregrinos en la plaza de la iglesia: desde dicha plaza, las cúpulas carecen de altura, por lo que el impulso hacia el cielo desaparece, oculto por los cimientos del santuario.
Las vidrieras instaladas entre 1903 y 1920 fueron destruidas durante la Segunda Guerra Mundial y reemplazadas por vidrieras contemporáneas. El campanario (cimborrio que alcanza los 91 m de altura con la cruz que lo corona) se completó en 1912, pero hasta 1914 no se completó toda la fachada. La inauguración de la iglesia y su consagración como basílica menor, inicialmente planificada para el 17 de octubre de 1914, se pospuso debido al inicio de la Primera Guerra Mundial, y finalmente tiene lugar el 16 de octubre de 1919, celebrada por el cardenal Vico, en presencia del cardenal Amette, arzobispo de París, y numerosos obispos, dignatarios eclesiásticos, miembros del clero, autoridades civiles y fieles. El edificio se completó oficialmente en 1923 con el acabado de la decoración interior, en particular los mosaicos del ábside. En la década de 1930 comenzó la construcción de anexos, sacristías, oficinas y dormitorios para acomodar a los peregrinos. El edificio no se completó definitivamente hasta después de la Segunda Guerra Mundial, durante la que sufrió un bombardeo que destruyó las vidrieras. En total, la construcción costó seis veces más de lo esperado y duró más de medio siglo.

## Arquitectura
La planta del edificio es más central que basilical. Tiene forma de cruz griega, adornada con cuatro cúpulas: el domo central, de 80 m de altura, está coronado por una linterna, formada por una columnata. En el ábside, una inmensa torre cuadrada hace las veces de campanario que guarda, entre otras, la Savoyarde, una campana de 3 m de diámetro y de 18 550 kg de peso, ofrecida por la diócesis de Chambéry. La cripta posee la misma disposición que la iglesia.

La arquitectura se inspira en la arquitectura románica y bizantina e influyó en otros edificios religiosos del siglo XX, como la Basílica de Santa Teresa de Lisieux.

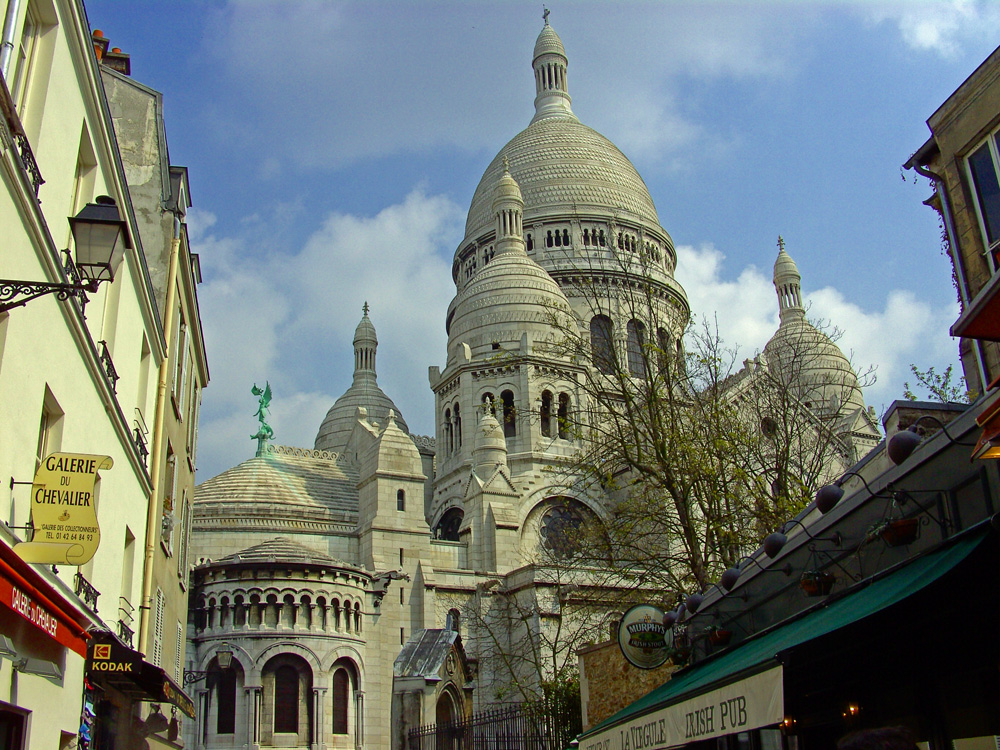
Vista del oeste.
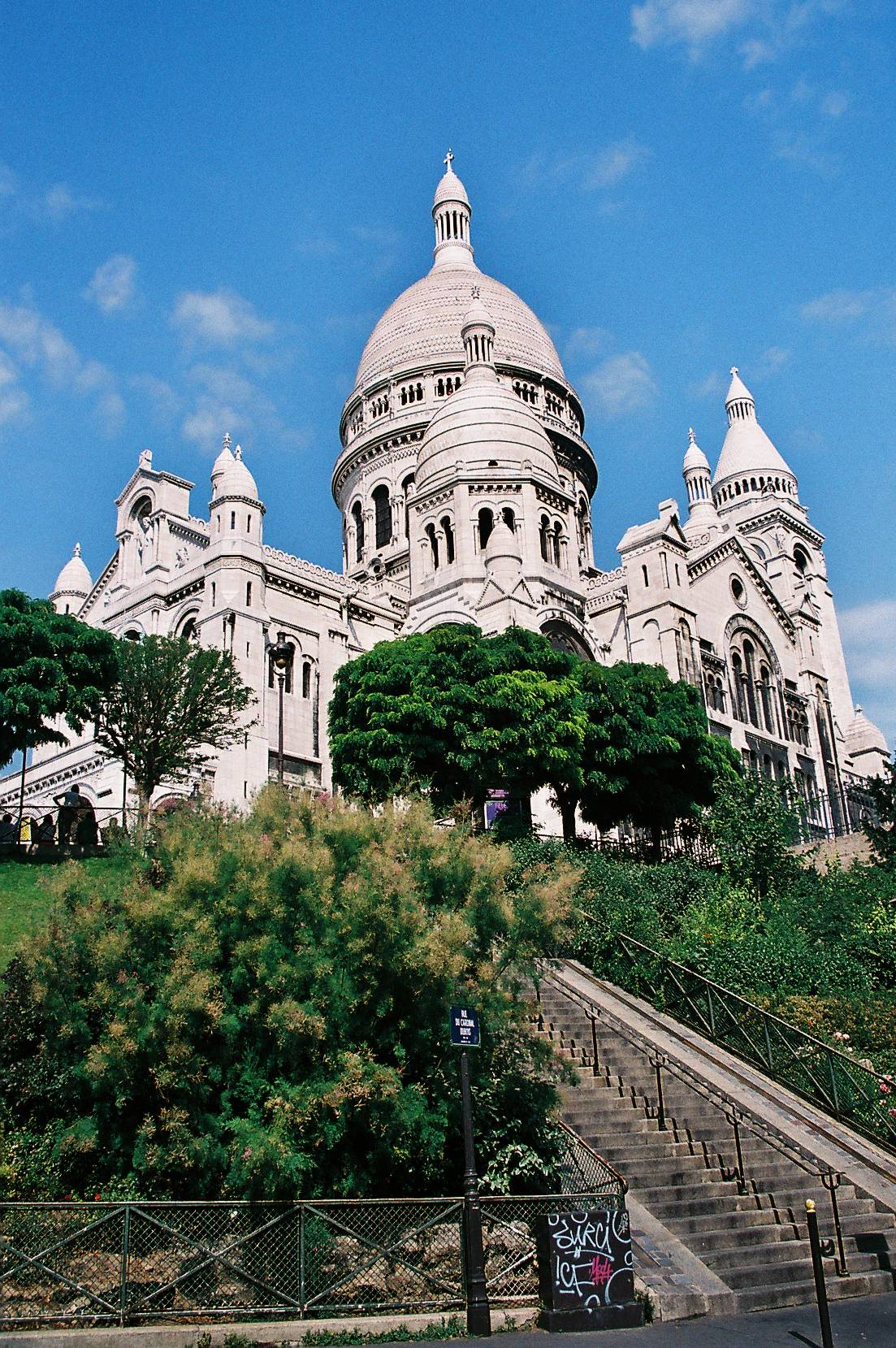
Vista del sudoeste.
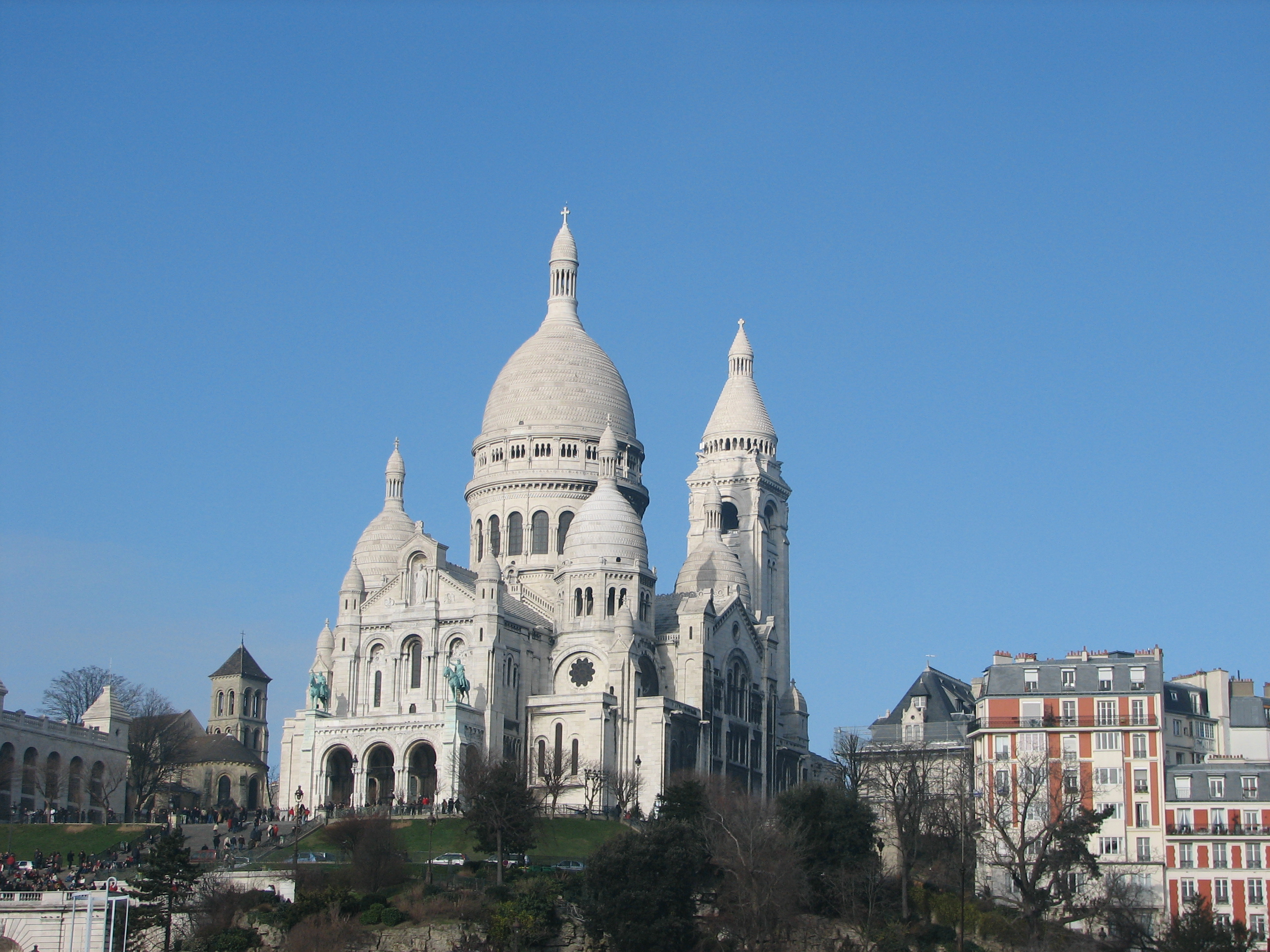
Vista del sudeste.
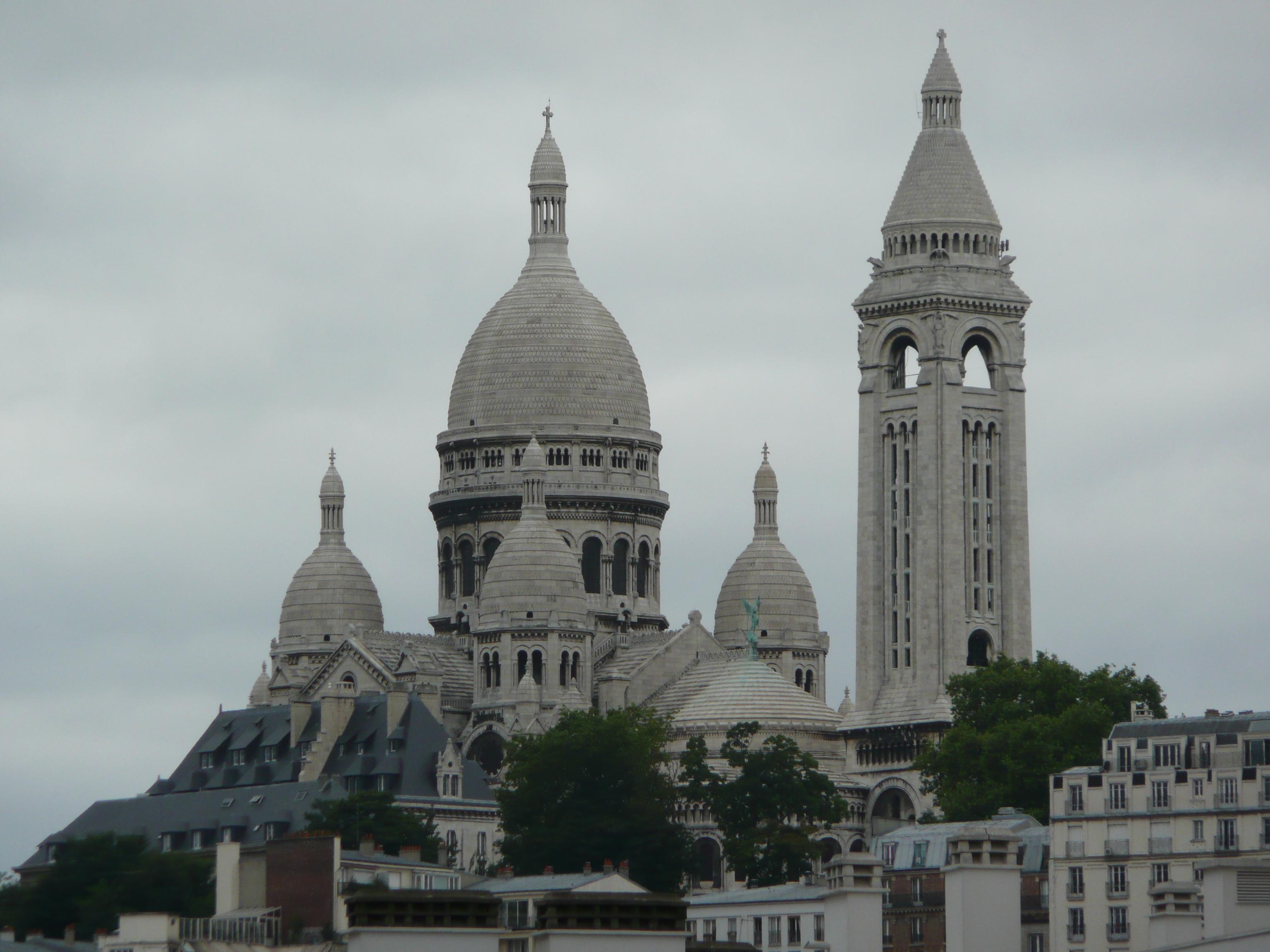
Vista del nordeste.
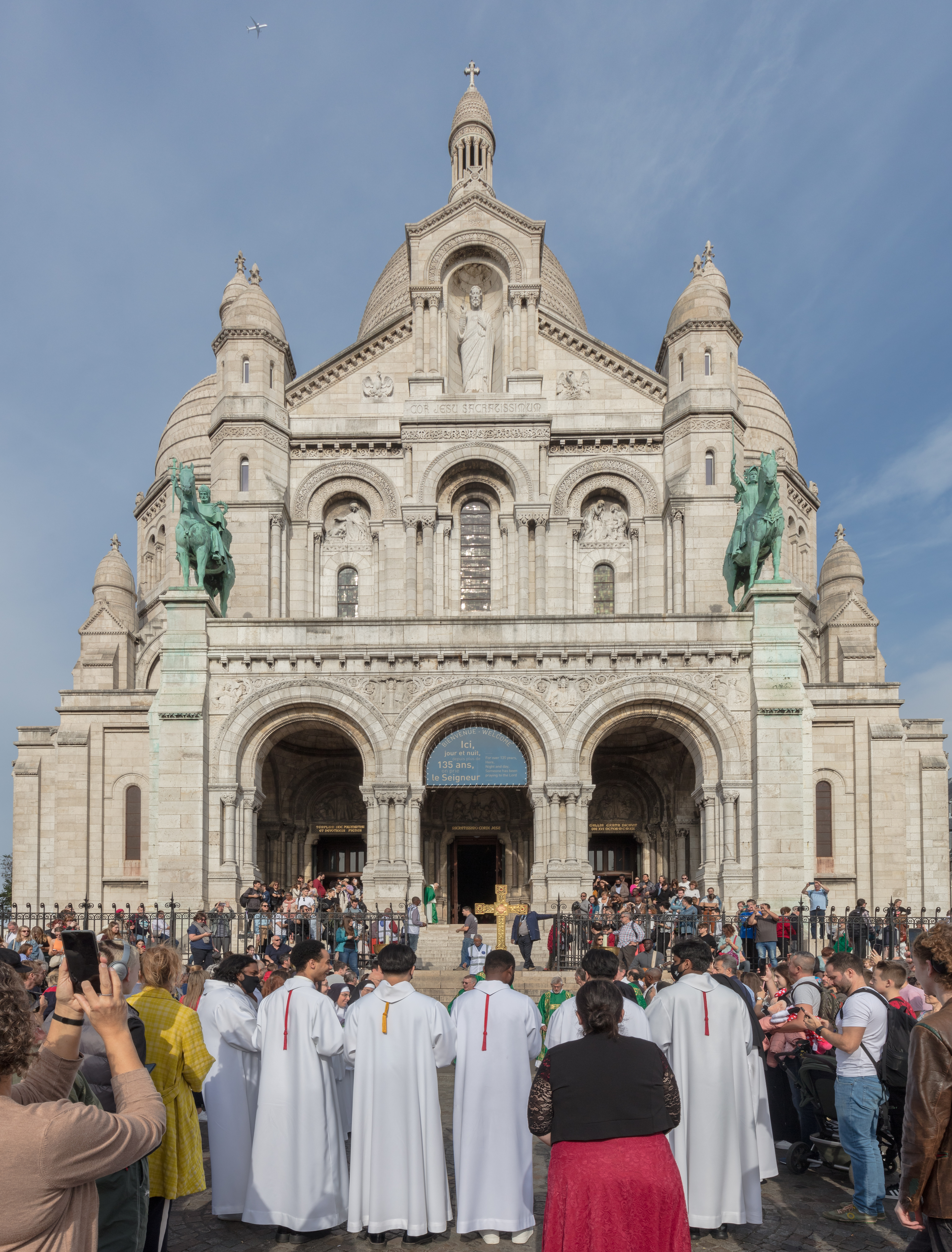
Misa en el exterior del templo.
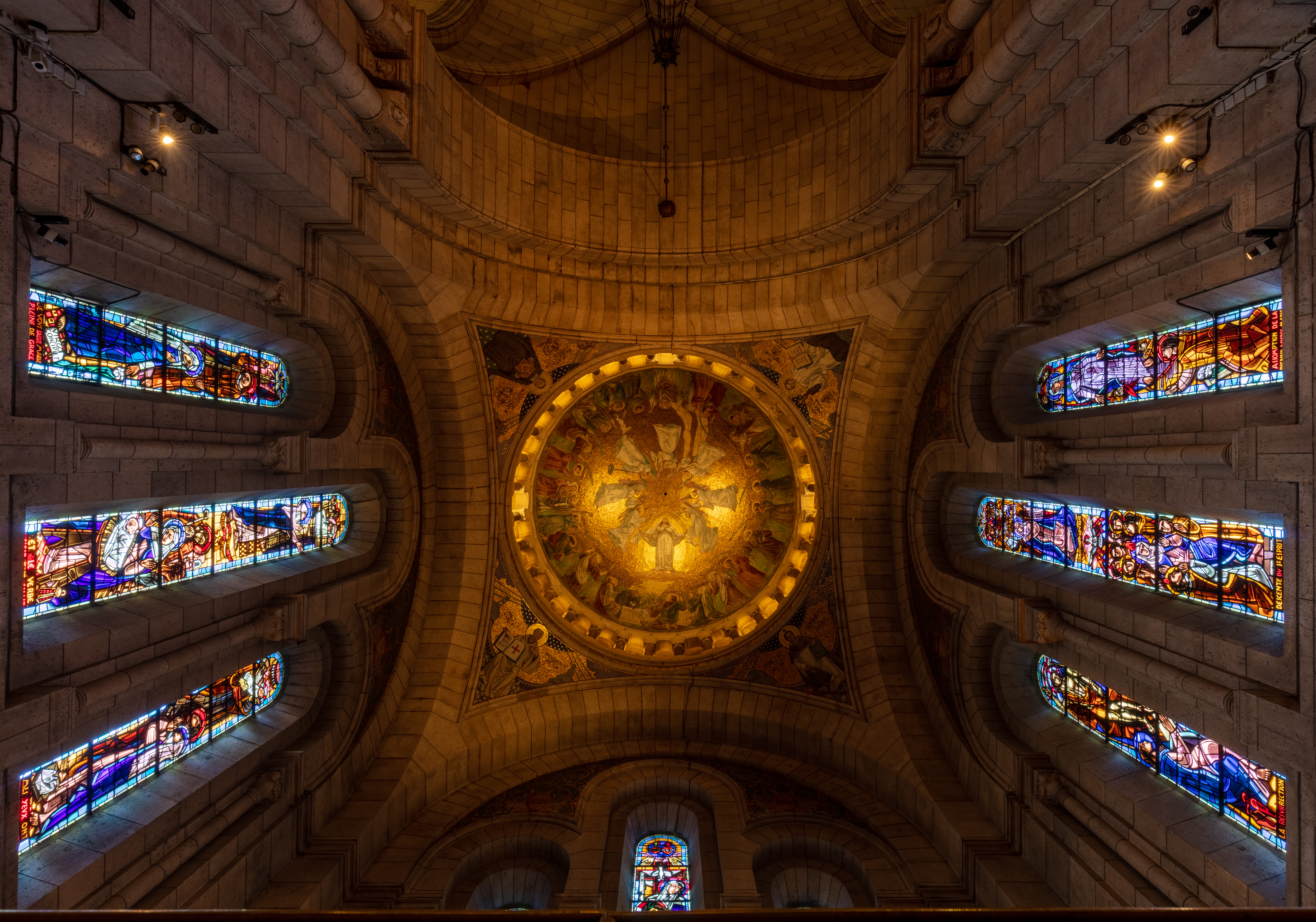
Interior.